# Гроувтон (Техас)
Гроувтон (англ. Groveton) — місто (англ. city) в США, в окрузі Триніті штату Техас. Населення — 918 осіб (2020).

## Географія
Гроувтон розташований за координатами 31°3′25″ пн. ш. 95°7′35″ зх. д. / 31.05694° пн. ш. 95.12639° зх. д. (31.057020, -95.126370).  За даними Бюро перепису населення США в 2010 році місто мало площу 6,77 км², з яких 6,69 км² — суходіл та 0,08 км² — водойми.

## Демографія
Згідно з переписом 2010 року, у місті мешкало 1057 осіб у 421 домогосподарстві у складі 257 родин. Густота населення становила 156 осіб/км².  Було 540 помешкань (80/км²).
Расовий склад населення:
| - 78,2 % — білих - 13,0 % — чорних або афроамериканців - 0,6 % — корінних американців - 0,1 % — вихідців з тихоокеанських островів - 0,1 % — азіатів - 5,7 % — осіб інших рас |

До двох чи більше рас належало 2,4 %. Частка іспаномовних становила 13,7 % від усіх жителів.
За віковим діапазоном населення розподілялося таким чином: 26,6 % — особи молодші 18 років, 55,5 % — особи у віці 18—64 років, 17,9 % — особи у віці 65 років та старші. Медіана віку мешканця становила 40,6 року. На 100 осіб жіночої статі у місті припадало 85,8 чоловіків;  на 100 жінок у віці від 18 років та старших — 85,6 чоловіків також старших 18 років.
Середній дохід на одне домашнє господарство  становив 32 293 долари США (медіана — 30 684), а середній дохід на одну сім'ю — 37 408 доларів (медіана — 32 393). За межею бідності перебувало 39,7 % осіб, у тому числі 37,4 % дітей у віці до 18 років та 16,2 % осіб у віці 65 років та старших.
Цивільне працевлаштоване населення становило 263 особи. Основні галузі зайнятості: публічна адміністрація — 20,5 %, будівництво — 19,8 %, освіта, охорона здоров'я та соціальна допомога — 16,3 %.